# Terminale C
Pour un article plus général, voir Classe de terminale française.
Dans l'enseignement secondaire français, la terminale C est une ancienne classe de terminale préparant au baccalauréat C.

## Enseignement
L'enseignement comporte comme matières principales les mathématiques et la physique-chimie. Les autres matières enseignées sont la philosophie, la biologie, l'éducation physique et sportive, l'histoire-géographie, les langues vivantes 1 et 2, ainsi que les langues anciennes (latin et grec ancien). Le français n'est plus enseigné en terminale (l'épreuve du baccalauréat de français se déroulant à la fin de la classe de première) au profit de la philosophie (nouvel enseignement) et d'un renforcement des deux matières principales.

## Historique
Créée en 1965 dans le cadre de la réforme de la filière générale des lycées, la terminale C succède à la rentrée 1967 à la terminale « mathématiques élémentaires » ou « math-élem », en même temps que la terminale D succède à la terminale « Sciences Expérimentales » ou « sciences-ex ». Alors que l'on s'inquiétait d'une désaffection des terminales scientifiques en 1965, la terminale C eut beaucoup plus de succès.
L'orientation entre les filières C (Mathématiques) et D (Biologie) se faisait en fin de classe de seconde C de 1966 à 1981, puis en fin de première S à partir de la rentrée 1983 lorsque les premières C et D ont fusionné à la rentrée 1982 (réforme Beullac de 1980).
Progressivement, le bac C fut considéré comme la filière de sélection des élites, le bac D (biologie) étant moins coté que l'autre série. En 1989, Jack Lang, ministre de l'Éducation nationale, fait voter une loi d'orientation prévoyant la fusion afin de casser cette domination. En 1993, François Bayrou, ministre de l'Éducation, mettra en œuvre cette fusion de la classe de terminale C avec celles de terminale D (biologie) et terminale E (technologie), pour former les classes de terminale scientifique.